# Palos Verdes Estates
Palos Verdes Estates, oft als PVE abgekürzt, ist eine Stadt im Los Angeles County im US-Bundesstaat Kalifornien, Vereinigte Staaten. Zur Volkszählung 2020 lebten 13.347 Einwohner in der Stadt. Das Stadtgebiet hat eine Größe von 12,4 km².
Der Ort besteht im Wesentlichen aus Gated Communitys. Innerhalb dieser Siedlungen stehen luxuriöse Villen, etliche Prominente haben ihren Wohnsitz in der Stadt.

## Geografie
Palos Verdes Estates liegt an der Nordküste der Palos-Verdes-Halbinsel der am Pazifischen Ozean liegenden Bucht von Santa Monica zugewandt. Die in der Metropolitan Area von Los Angeles liegende Stadt befindet sich etwa 30 km südsüdwestlich von Downtown Los Angeles und 20 km westlich von Long Beach im Süden Kaliforniens.
Direkte Nachbarn von PVE sind im Norden Torrance, im Osten Rolling Hills Estates Südosten Rancho Palos Verdes, mit der sich PVE der größte Teil seiner Stadtgrenze teilt. Der höchste Punkt der sich an Hanglage befindenden Stadt befindet sich auf etwa 340 Meter auf einem Grundstück an der Via Cerritos an der Stadtgrenze zu Rancho Palos Verdes.

## Bevölkerung
Beim United States Census 2020 lebten 13.347 Menschen in 4.909 Haushalten in der Stadt, womit die Stadt gegenüber dem Zensus von 2010 etwa 100 Einwohner verlor (2010: 13.438 Einwohner). Von den Einwohnern sind 21,4 % unter 18 Jahre alt und 27 % der Einwohner über 64 Jahre alt. 71,4 % der Einwohner waren gemäß Definition des United States Census weiß, 22,9 % asiatischstämmig, 7,8 % hispanoamerikanisch oder aus Lateinamerika und lediglich 0,4 % Afroamerikaner. Der Anteil der außerhalb der USA geborenen Personen betrug 27,5 %
Dass in PVE viele bekannte Personen leben, lässt sich auch am statistisch erfassten Medianeinkommen pro Haushalt der Stadt erfassen. Dieses stieg von 123.534 $ im Jahr 2000 auf über 200.000 $ im Jahr 2019. Zum Vergleich beträgt das Medianeinkommen in Kalifornien 80,440 $. Die Haushaltseinkommensklasse von über 200.000 $ stellt mit Abstand die größte statistische Einkommensklasse der Stadt, zu der knapp über die Hälfte der Haushalte von PVE gehören. Ebenfalls leben lediglich 14 % der Stadtbewohner in einem Mietverhältnis, was weniger als ein Drittel der durchschnittlich 45 % an Mietern in Kalifornien entspricht. Ebenfalls weist die Stadt eine unterdurchschnittliche Kriminalitätsrate auf.

## Geschichte
Der älteste Nachweis von Leben in Palos Verdes Estates dürfte der Fund eines Mammut-Stoßzahns durch Schulkinder im April 1927 sein. Vor der Ankunft von westlichen Siedlern lebten auf der Palos-Verdes Halbinsel dies Tongva, deren Präsenz auf der Halbinsel auch durch Funde belegt wurde.
Die erste Ansiedlung auf dem heutigen Stadtgebiet datiert auf die frühen 1910er-Jahre, als Henry Phillips Jr. and John "Jack" Phillips auf dem Areal des heutigen Verdes Golfplatz im Valmonte-Gebiet von Palos Verdes Estates einen Bauernhof errichtete. Der Vater von John arbeitete zuvor für die Bixby-Familie, die eine Rinderfarm auf der ganzen Palos-Verdes-Halbinsel betrieben. Nahe dem Bauernhof der Phillips entstand zur selben Zeit auch die McCarrell-Ranch.

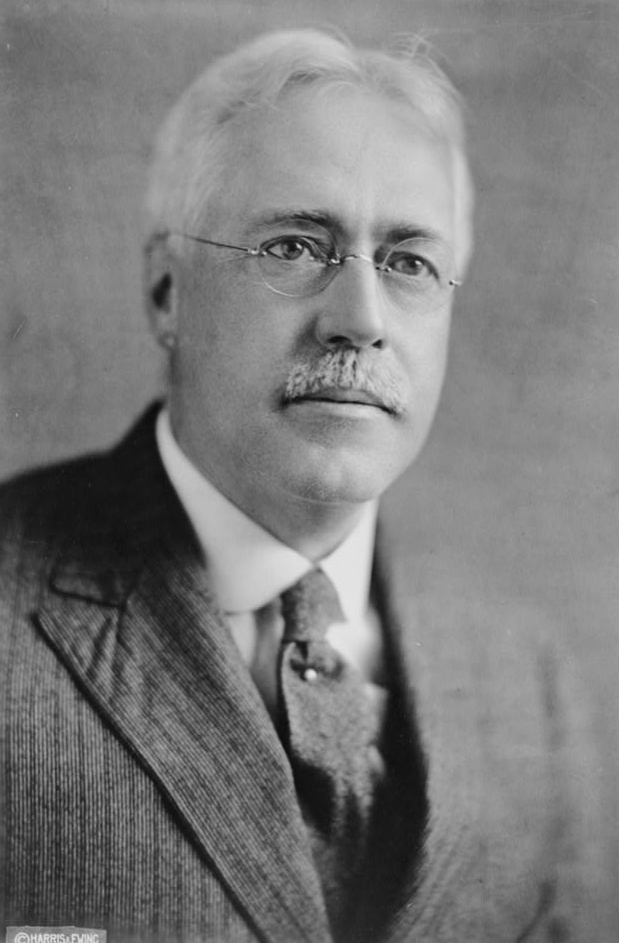
Frank A. Vanderlip (1864–1937)

1913 wurde fast die gesamte Bixby-Ranch abgesehen vom Gebiet der heutigen Harbor City an Frank A. Vanderlip verkauft, dem Präsidenten der in New York City ansässigen Citibank. Da Vanderlip das Land bereits mit der Idee einer Stadtgründung von der Bixby-Familie kaufte, macht dies Palos Verdes Estates zu einer der ersten geplanten Siedlungen in den USA. Zu den ersten großzügigen Planungen Vanderlips gehörte auch der Golfclub Los Palos Verdes Country Club mit einem 150 Gästezimmer fassenden Klubhaus, Schwimmbad, Tennisplätzen, Polowiese und einem Yachtclub. Vanderlip selbst baute für sich selbst 1916 die Old Ranch Cottage.
Durch den Ersten Weltkrieg erfuhr der Bau der Siedlung eine Verzögerung und Frank Vanderlip verlor das Interesse in die Halbinsel. 1921 kaufte Edward Gardner Lewis, ein Immobilienentwickler, eine Option zum Kauf von 16'000 Acren von Vanderlip. Er initiierte das Palos Verdes Projekt, dass Palos Verdes Estates sowie Teile von Rancho Palos Verdes erfasste.
Mit der Stadtplanung wurde die Firma der Olmsted Brüder beauftragt, deren Vater den Central Park in New York gestaltet hat. Die dort von Charles Cheney entworfene Planung beinhaltete das Straßenlayout sowie Bepflanzung und auch die Ausscheidung von 28 % des Landes als dauerhafte Freifläche. Zur Umsetzung der Planungen wurde der Palos Verdes Stiftungsvertrag aufgesetzt und die Palos Verdes Homes Association ins Leben gerufen. Weiter beinhaltete es die Gründung einer "Art Jury", die für ästhetische und architektonische Entscheide in der Stadt sowie dem Stadtteil Miraleste im heutigen Rancho Palos Verdes zuständig war. Ursprünglich wurde dabei das Gebiet in drei Teile mit sich unterscheidenden architektonischen Stile eingeteilt. Zu den damals geplanten Distrikten gehörten Valmonte, Malaga Cove, Margate, Lunada Bay und Miraleste sowie Telarana, Taravel, Cabbrillo und Altamira im heutigen Rancho Palo Verdes.
In den frühen 1920er-Jahren begann der eigentlich Bau der Siedlung mit ersten, im spanischen Stil errichteten, Häusern. Da das Gebiet weiterhin nicht zu einer Gemeinde gehörte, war die Palos Verdes Homes Association unter Mithilfe des Countys zuständig für sämtliche Infrastruktur inklusive Polizei und Feuerwehr. Umfangreiche Aufforstungen des zu dieser Zeit noch baumarmen Halbinsel gehörten ebenfalls zum Palos Verdes Projekt. Selbst eine direkte Monorail nach Los Angeles gehörte zu den visionären Ideen von Lewis, auch gab es Pläne um eine Abteilung der University of California, Los Angeles in die Stadt zu holen. Nachdem 1923 Lewis Schulden aus älteren Ölgeschäften öffentlich bekannt wurden, ging das Projekt an die Commonwealth Trust Company und war finanziell wieder in der Zuständigkeit von Vanderlip. Lewis selbst ging 1925 bankrott und wurde 1927 wegen Betrugs zu sechs Jahren Gefängnis verurteilt.

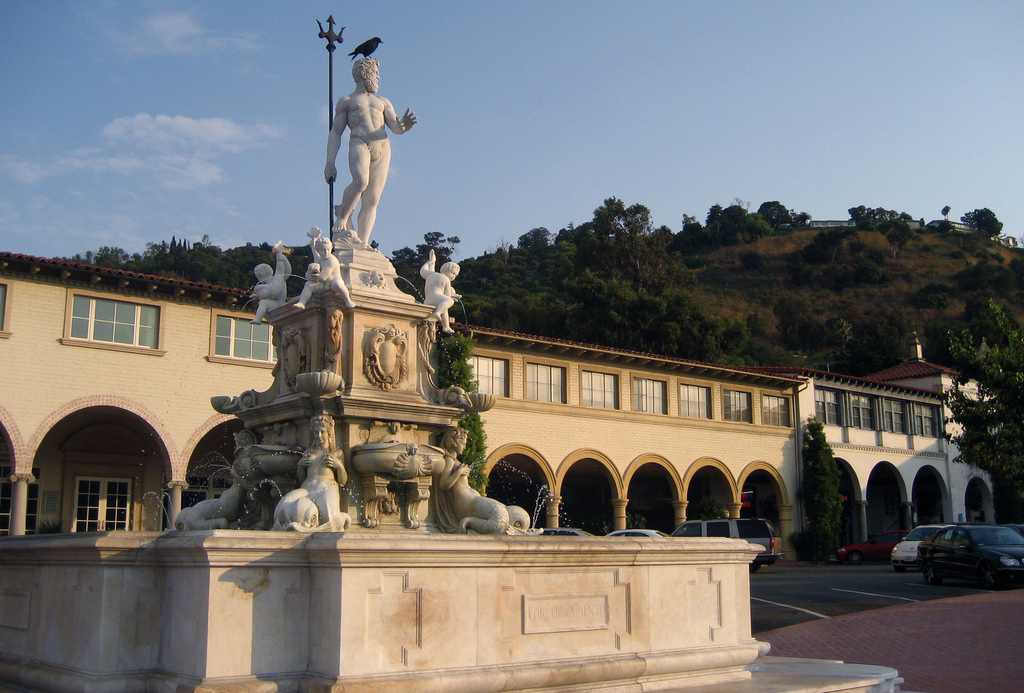
Der ab 1925 erstellte Malaga Cove Plaza mit der Neptunstatue

Vanderlip gab das Projekt zurück in die Zuständigkeit von Cheney. 1923 wurde das La Venta Inn, damals Clubhouse 764 genannt, eröffnet. Als soziales Zentrum diente es für Hochzeiten und wurde Wochenend-Erholungsziel vieler Hollywood-Berühmtheiten wie Charlie Chaplin, Rosalind Russell oder Greta Garbo benutzt wurde. 1924 wurde der Palos Verdes Golf Club fertiggestellt. Ende 1924 gab es in Palos Verdes Estates 20 Häuser die sich im Bau befanden oder fertiggestellt waren. Das erste Gebäude im Distrikt Malaga Cove war das Gardner Building, dass im September 1925 fertiggestellt wurde und die ersten Schulräume, eine Postfiliale, eine Bibliothek und diverse Geschäfte beinhaltete. 1926 wurde in Malaga Cove ein Schulhaus fertiggestellt. Der Palos Verdes Schwim Club wurde 1930 eröffnet.
Durch die Weltwirtschaftskrise von 1929 in Turbulenzen geraten, schuldete die Palos Verdes Homes Association der Los Angeles County Steuern. 1932 wurde den Einwohnern die Verantwortung über die überschuldete Palos Verdes Homes Association übertragen. 1938 betrugen die Steuerschulden rund 50.000 $. Um diese Steuerschulden zu begleichen, wurde 1939 das restliche verfügbare Land in einer großen Aktion verkauft und wenig später stimmten die Bewohner 1939 der Gründung einer eigenen Stadt zu. Die Stadt wurde offiziell am 20. Dezember 1939 aus der Taufe gehoben und ist damit die älteste der vier Städte auf der Palos Verdes-Halbinsel. Nach der Gründung übergab die Homes Association das Land der neu gegründeten Stadt und Kalifornien erließ der Stadt ihre übrigen Steuerschulden. Erster Bürgermeister wurde Hans Frederick Bernard Roessler, der dieses Amt während 25 Jahren bis zu seinem Tod innehielt.
Um 1940/41 wurde die während der Wirtschaftskrise eingestellte Bautätigkeit in der Stadt wieder aufgenommen. Insbesondere nach dem Zweiten Weltkrieg kam es auf der ganzen Halbinsel zu einem starken Bevölkerungszuwachs. 1947 begann die Überbauung von Lunada Bay. 1960 wurde die Palos Verdes High School erbaut. 1961 sank das griechische Frachtschiff Dominator beim Rocky Point an der Küste vor Palos Verdes. 1963 eröffnete der Palos Verdes Tennis Club seine Türen.
Heute ist Palos Verdes Estates als Closed Community mit seinen Villen eine der teuersten Gegenden der USA.

## Politik

### Exekutive
Palos Verdes Estates ist ein sogenanntes Council Manager Government mit einem fünfköpfigen Stadtrat. Die Mitglieder des Rats werden für eine Amtsdauer von vier Jahren gewählt, wobei die Wiederwahlen wie in den USA gebräuchlich mit einem Abstand von zwei Jahren gestaffelt stattfinden. Der Stadtrat von PVE ist dabei ein Ehrenamt ohne Entlohnung.
Bürgermeisterin der Stadt ist seit 2019 Victoria A. Lozzi. Zuvor war sie zwischen März 2017 und März 2019 bereits Schatzmeisterin der Stadt.

### Präsidentschaftswahlen
Bei den Präsidentschaftswahl in den Vereinigten Staaten 2020 kam Joe Biden auf 5.123 Stimmen (53,3 %), während Donald Trump 4.011 Stimmen (41,6 %) für sich verbuchen konnte. Weitere Kandidaten erhielten 208 Stimmen.
Bei den Präsidentschaftswahlen in den Jahren 2008 und 2012 stimmte die Stadt zuletzt noch für den republikanischen Kandidaten.

### Verwaltung
Die Stadtverwaltung beschäftigte 2020 77 Angestellte.
Palos Verdes Estates ist die einzige Stadt auf der Palos Verdes-Halbinsel, die eine eigene Polizeieinheit führt. Bei der Feuerwehr arbeitet die Stadt mit der Feuerwehr des Countys zusammen.

## Verkehr
Über 90 % der Bevölkerung von Palos Verdes Estates benutzt für den Arbeitsweg den Individualverkehr. Palos Verdes Estates selbst wird durch keinen Highway erschlossen. In die Stadt gelangt man am besten von Norden her über die Pacific Coast Highway und zweigt dann dort auf den Palos Verdes Boulevard ab, der in die Stadt führt auf den Palos Verdes Drive führt, der die Stadt auf ihrer vollen Länge durchquert.
Da selbst die in den 1920er- und 1930er-Jahren gebauten Straßen von Palos Verdes Estates zu schmal sind, müssen sich Rad- und Autofahrer die Straße teilen. Auf vielen Straßen dürfen Fahrradfahrer in der Mitte der Straße fahren, da diese zu schmal sind.
Der öffentliche Verkehr auf der gesamten Insel wird von der Palos Verdes Peninsula Transport Authority sichergestellt. Die Stadt wird dabei von sechs Buslinien bedient, wobei zwei Linien von Rancho Palos Verdes kommend die Palos Verdes High School anfahren. Jedoch ist die Anbindung nach Downtown Los Angeles trotz der faktischen Nähe der Stadt über den öffentlichen Verkehr schlecht: Die nur werktags verkehrende Buslinie 225 benötigt eine Stunde vom Malaga Cove Plaza bis zur Metrostation 7th & Pacific, wo es einen Anschluss an die Bus-Rapid-Transit-Linie J (ehemalige Silver Line) der Metro Los Angeles Richtung Downtown gibt. Der nächste Bahnhof ist die Los Angeles Union Station in der Stadtzentrum von Los Angeles.
Der Los Angeles International Airport befindet sich etwa 15 Kilometer nördlich von Palos Verdes Estates und lässt sich über die Pacific Coast Highway erreichen.

## Bildung
Palos Verdes Estates gehört zum Palos Verdes Peninsula Unified School District mit Sitz in der Stadt.
In Palos Verdes Estates selbst befinden sich zwei Elementary School die Lunada Bay Elementary School im Süden der Stadt und die Montemalaga Primary School, die mehr mittig gelegen ist. Die Mittelschule für Sechst- bis Achtklässler ist die Palos Verdes Intermediate School, die sowie die Palos Verdes High School befinden sich unweit voneinander ebenfalls im südlichen Teil der Stadt gelegen.

## Sport
An der Via Campesina im Norden von PVE liegt der Palos Verdes Golf Club mit seinem 18-Loch-Golfplatz. In direkter Nachbarschaft zum Golfclub befindet sich der Palos Verdes Tennis Club, der 12 Tennisplätze aufweist. Ganz im Osten der Stadt liegen an der Via Oppata die Pferdeställe der Palos Verdes Stables, der 52 Pferdestallungen umfasst.
Ebenfalls im Norden, nahe an der Stadtgrenze zu Torrance, liegt der zugängliche Palos Verdes Beach & Athletic Club. Der Club ist nur Mitglieder zugänglich und führt eine Warteliste, es gibt aber auch Eintrittsmöglichkeiten für Nichtmitglieder. Angeboten werden Aquafitness, Schwimmen, Fitness und Massagen. Das Land des Golf-, Tennis-, Beach & Athletic-Clubs sowie auch die Pferdeställe befinden sich auf städtischen Land, die eigentlichen Einrichtungen werden aber von Privaten betrieben.
Die Strände rund um Palos Altos werden zu dem als Surfgebiet benutzt. Auch kennt die Stadt wie in Kalifornien üblich keine Privatstrände, jedoch hatte der Ort zumindest in der Vergangenheit mit sogenannten Surfer-Lokalismus an der Lunada Bay, die von einer Gang verteidigt wurde. Eigentliche Sandstrände gibt es in der Stadt nicht, der größte Teil der Küstenlinie ist steil. Der sogenannte Blufftop-Trail für Fußgänger führt entlang dieser Steilküste. Daneben hat es innerhalb der Stadt auch mit dem Memorial Garden, dem Farnham Martin Park, dem Civic Center Park und dem Lunada Bay Plaza mehrere kleinere, weniger als eine Acre groß sind.

## Sehenswürdigkeiten
Drei Örtlichkeiten in Palos Verdes Estates sind im National Register of Historic Places der USA eingetragen:

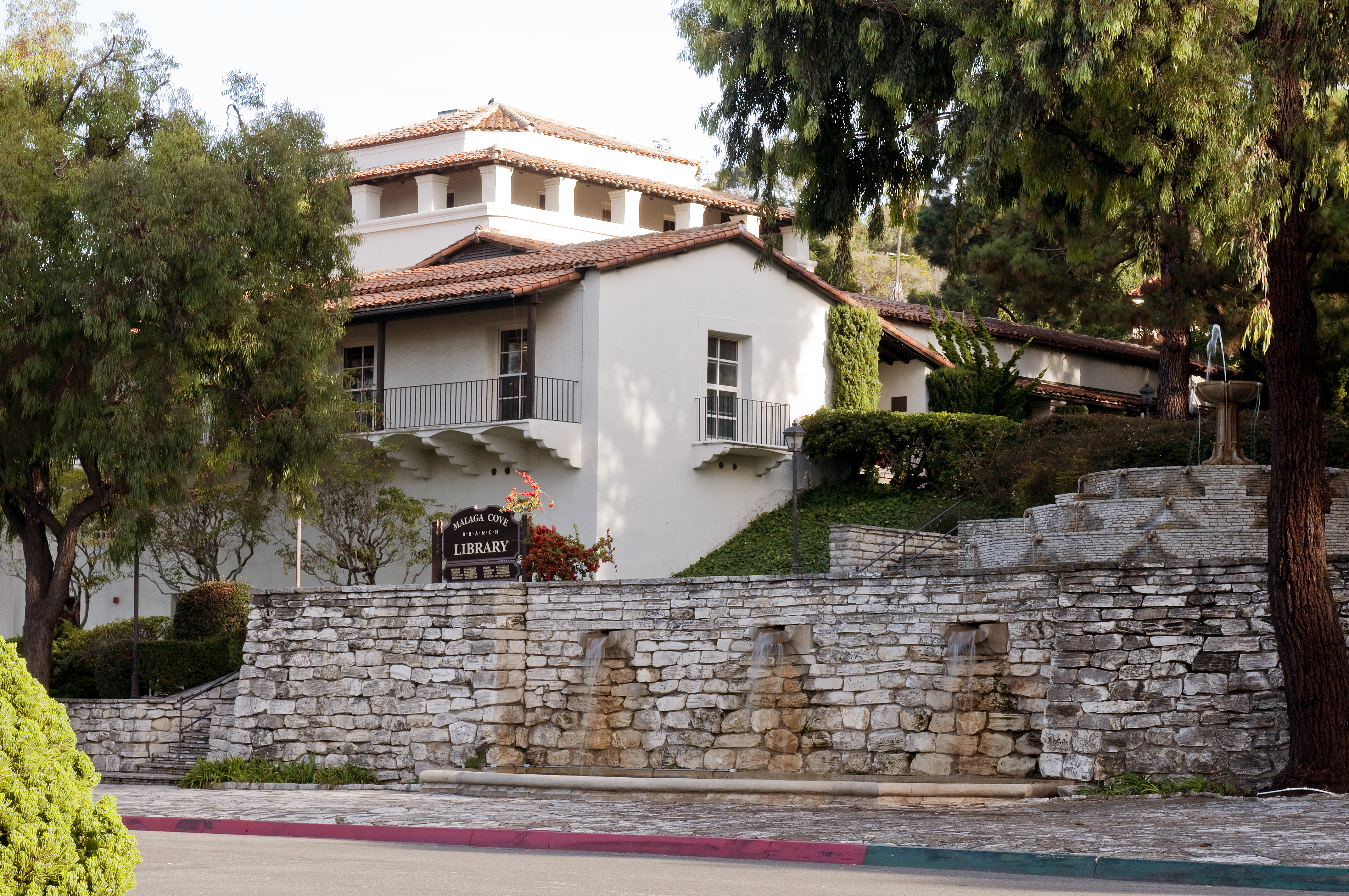
Die Malaga Cove Bibliothek

Die Palos Verdes Public Library and Art Gallery wurde 1995 als erstes Gebäude in PVE ins Verzeichnis aufgenommen. Die Bibliothek und Kunstgalerie wurde 1930 nach einem Entwurf des Architekten Myron Hunt erbaut. Obwohl auch Harold Chambers als Architekt geführt wird, dürfte hauptsächlich Hunt für den Bau verantwortlich gewesen sein. Gleich neben der Bibliothek befindet sich Farnham Martin-Brunnen, der in den späten 1920er-Jahren gebaut und 2021 restauriert wurde.
Der Mirlo Gate Lodge Tower ist ein 1926 erbauter Steinturm. Ursprünglich wurde der Turm im Stil des französischen Eklektizismus als Wärterhäuschen beim Eingang nach Palos Verdes Estates erstellt. Architekt war Clarence E. Howard, der bei den Olmstedt Brüder angestellt war. Die steinernen Wände des zweistöckigen Rundbaus wurden aus lokalem Kalkstein hergestellt mit einem eingelassenen Buntglasfenster.
Der Malaga Cove Plaza mit seiner Neptunstatue in der Mitte wurde im Oktober 2021 für das National Register of Historic Places aufgenommen. Der zwischen 1925 und 1964 entstandene Platz ist auch im Siegel der Stadt zu sehen und wurde bei seiner Nomination als exzellentes Beispiel der Mediterranean-Revival-Architektur bezeichnet.

## Persönlichkeiten

### Söhne und Töchter der Stadt
- Hillary Biscay (* 1978), Triathletin

### Persönlichkeiten mit Bezug zur Stadt
In Palos Verdes Estates leben oder lebten viele Prominente, unter anderem:
- Donald Peterman (1932–2011), Kameramann
- Sylvester Stallone (* 1946), Schauspieler
- Alice Cooper (* 1948), Rockmusiker
- Steven Tyler (* 1948), Leadsänger der Rockband Aerosmith
- Jay Leno (* 1950), Komiker und Fernsehmoderator
- Tim Allen (* 1953), Schauspieler, Produzent und Stand-Up-Komiker
- John Travolta (* 1954), Schauspieler
- Eddie Van Halen (1955–2020), Rockmusiker
- Hans Zimmer (* 1957), deutscher Filmkomponist, Arrangeur und Musikproduzent
- Michael Jackson (1958–2009), Sänger
- Demi Moore (* 1962), Schauspielerin
- Chester Bennington (1976–2017), ehemaliger Sänger der Band Linkin Park
- Ashton Kutcher (* 1978), Schauspieler
- Rob Bourdon (* 1979), Musiker, ehemaliger Drummer der Band Linkin Park